# Solarpunk

Eine Solarpunk-Flagge. Das Gelb repräsentiert den Solarenergie-Anteil der Bewegung, das Grün steht für Nachhaltigkeit. Das halbe Zahnrad symbolisiert die Rückgewinnung von Technologie für nachhaltige Projekte und Infrastruktur, und die Sonnenstrahlen repräsentieren die Hoffnung der Bewegung.

Solarpunk, gebildet aus Solar (wörtlich: „zur Sonne gehörig“, vgl. Solarenergie) und Punk, ist ein optimistisches Genre der Science-Fiction- und Phantastik-Literatur und eine Bewegung, diese Fiktion zu erreichen. Solarpunk wird als eine Kultur- und Nachhaltigkeitsbewegung beschrieben.

Der Begriff Solarpunk ist an Cyberpunk angelehnt – es wird auch als Cyberpunk-ähnliches Genre betrachtet. Konzepte stammen unter anderem aus den Bereichen Umweltschutz, Ingenieurswesen, Softwareentwicklung und Open Source.

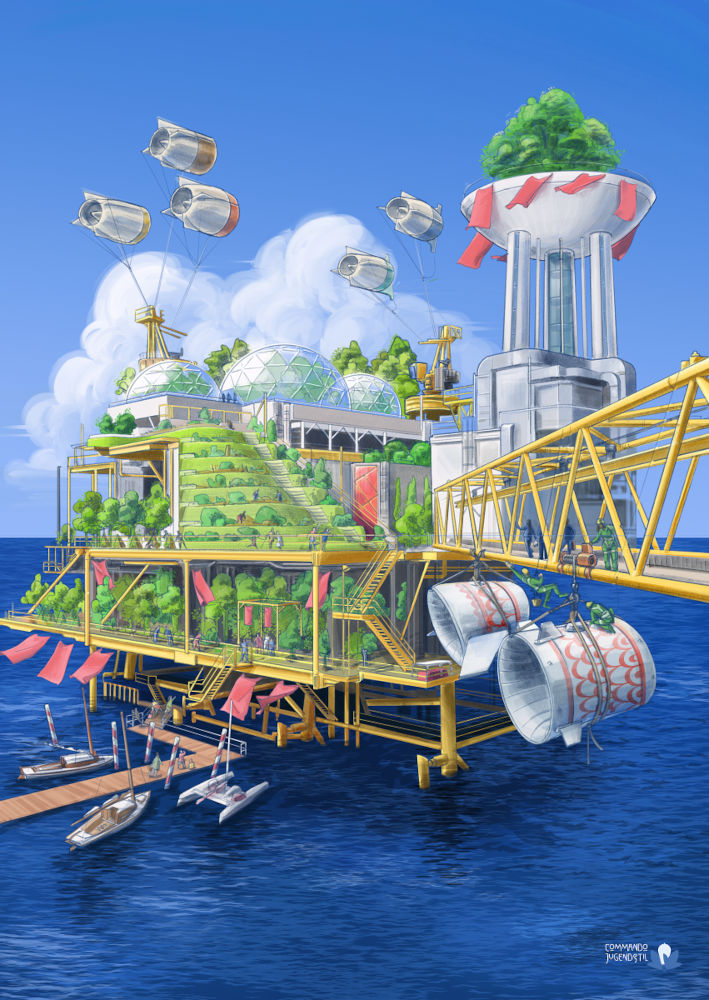
Eine ehemalige Ölplattform, die jetzt als schwimmender Garten genutzt und von Windturbinen angetrieben wird.

## Inhalt

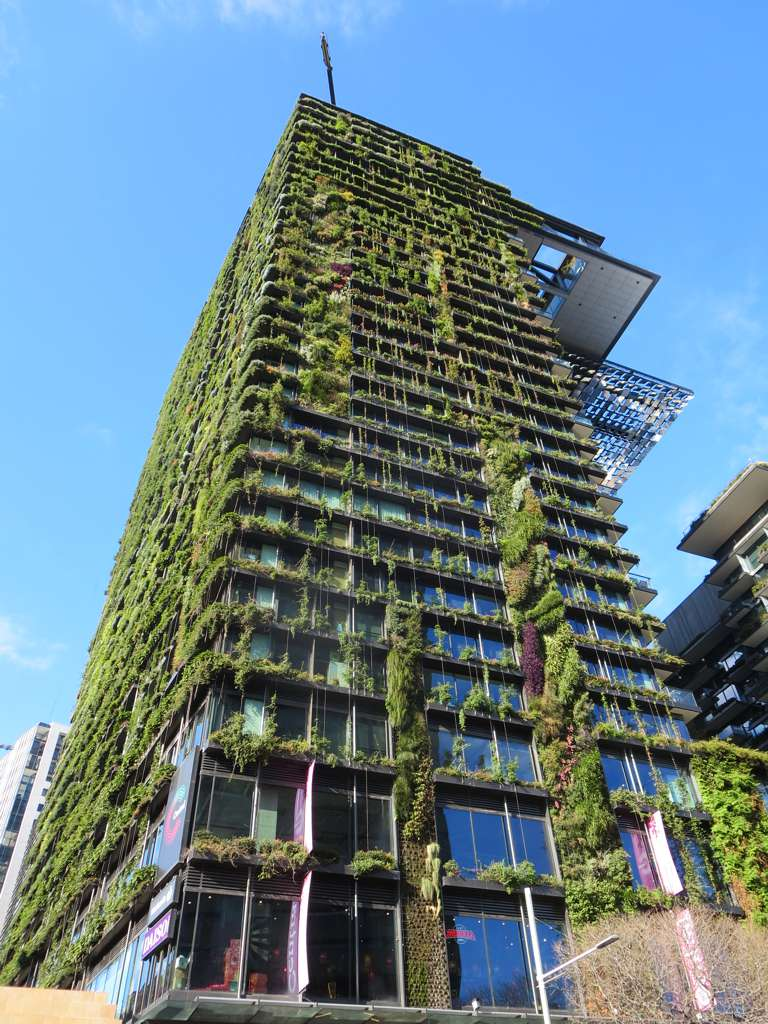
One Central Park in Sydney, Australien als Beispiel für Solarpunk-Architektur

Solarpunk beschreibt eine Zukunft, in der Klimakatastrophe und Umweltverschmutzung zumindest teilweise überwunden oder weitgreifend abgemildert sind und Inklusion und Diversität das Zusammenleben prägen. Solarpunk wird von Gruppen weltweit in diversen Sprachen über eine Vielzahl von Medien in Literatur, Kunst, Architektur, Mode, Musik und Computerspielen transportiert. Es wird meist eine ökologische Zukunft beschrieben, die durch vorhandene Technologien und politische Bewegungen tatsächlich erreichbar scheint und eine positive Zukunft für die Menschheit darstellt.

## Ästhetik
Die Solarpunk-Ästhetik nutzt Naturmotive, ist sehr ornamental und als Reaktion gegen die im Mainstream verwendete zeitgenössische Technik-Ästhetik zu verstehen. Sie ist inspiriert vom Jugendstil und dem Arts and Crafts Movement, wobei die handwerkliche Betonung des Arts and Crafts Movement genutzt wird. Darstellungen enthalten meist viel grüne Vegetation, wie etwa Städte mit vielen Grünflächen und Dachgärten.

## Wortbedeutung
Solarpunk stammt wie Steampunk von Cyberpunk ab und hat den Begriff mit dem gleichen Muster gebildet. Steampunk stellt sich eine neue Geschichte und Welt vor, in der Dampf (engl. steam) als Hauptenergiequelle dient, während Solarpunk sich erneuerbare Energiequellen wie Solaranlagen als Hauptenergiequelle vorstellt. Cyberpunk stellt sich eine Zukunft mit fortschrittlichen Technologien, aber einem Mangel an Wertschätzung für Menschen und deren Wohlergehen vor. Sowohl Cyberpunk als auch Solarpunk stellen sich mögliche Zukünfte aus der Perspektive der Sorge um die Gegenwart vor, aber während Cyberpunk betont, wie die Dinge schiefgehen können, stellt sich Solarpunk vor, wie die Dinge besser werden können. Hier kann die Sonne auch als Licht für das Positive interpretiert werden.
Das „Punk“ in Solarpunk steht dabei dem Manifest zufolge für „Rebellion, Gegenkultur, Postkapitalismus, Dekolonialismus und Begeisterung“. Der Sozialwissenschaftlerin Jennifer Hamilton zufolge fordert das Wort „Punk“ dazu auf, das Establishment zu umgehen, um den zur Schau gestellten Optimismus erst möglich zu machen.

## Entwicklung
Die ersten Ideen des Solarpunks kamen 2008, als im Blog namens Republic of the Bees der Beitrag „From Steampunk to Solarpunk“ veröffentlicht wurde. Der Beitrag beginnt mit der Konzeptualisierung von Solarpunk als literarisches Genre im Kontrast zu Steampunk.
2012 erscheint in Brasilien die erste Solarpunk-Anthologie, mit Texten verschiedener Autoren, unter dem Titel „Solarpunk: Histórias ecológicas e fantásticas em um mundo sustentável“ (auf Deutsch: „Solarpunk: ökologische und fantastische Geschichten in einer nachhaltigen Welt“). Die englische Übersetzung erschien 2018.
Solarpunk zog im Mai 2014 eine größere Fangemeinde an, als Miss Olivia Louise einen Tumblr-Beitrag veröffentlichte, der die Solarpunk-Ästhetik zu etablieren begann. Im September 2014 wurde „Solarpunk: Anmerkungen zu einem Manifest“ veröffentlicht. Der Autor, Adam Flynn, wertete den Beitrag von Miss Olivia Louise als Inspiration.
Im Oktober 2019 wurde ein Solarpunk-Manifest veröffentlicht. Die unterzeichnende „Solarpunk Community“ beschreibt es als „eine von vielen Menschen verfasste kreative Neuanpassung von Ideen über Solarpunk“. Darin wird Solarpunk nicht nur als Genre, sondern auch als Bewegung beschrieben, die sich der gegenseitigen Beeinflussung von Politik und Science Fiction bewusst ist. Auch wenn Solarpunk keine politische Agenda verfolgt, besteht hier der Wunsch oder die Hoffnung, dass es Wirklichkeit wird. In der Architektur und dem Do it yourself Bereich wird Solarpunk teilweise schon Realität.

## Literatur

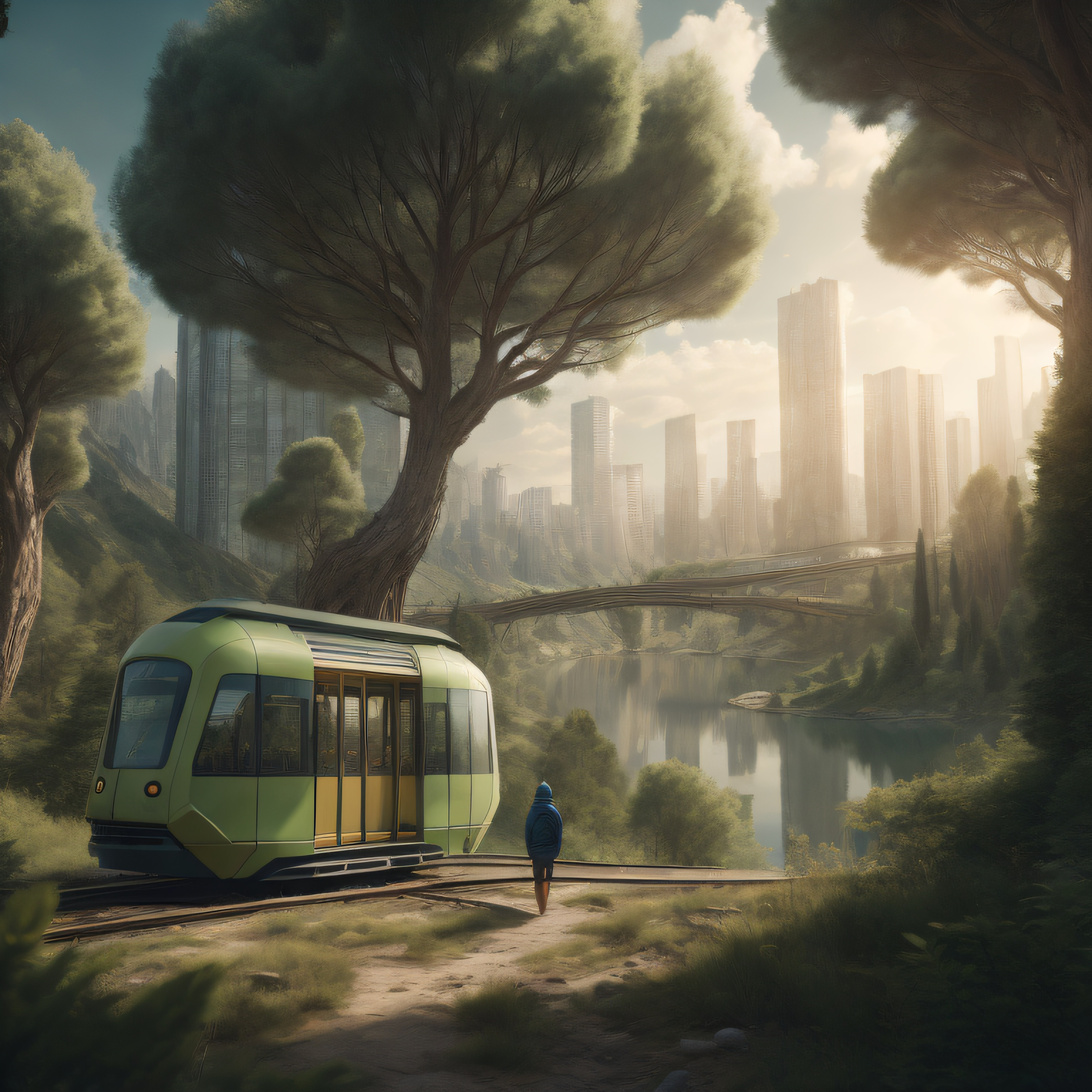
Solarpunk-Utopie mit grünen Städten mit nachhaltigem schnellem ÖV und nahen sauberen Seen

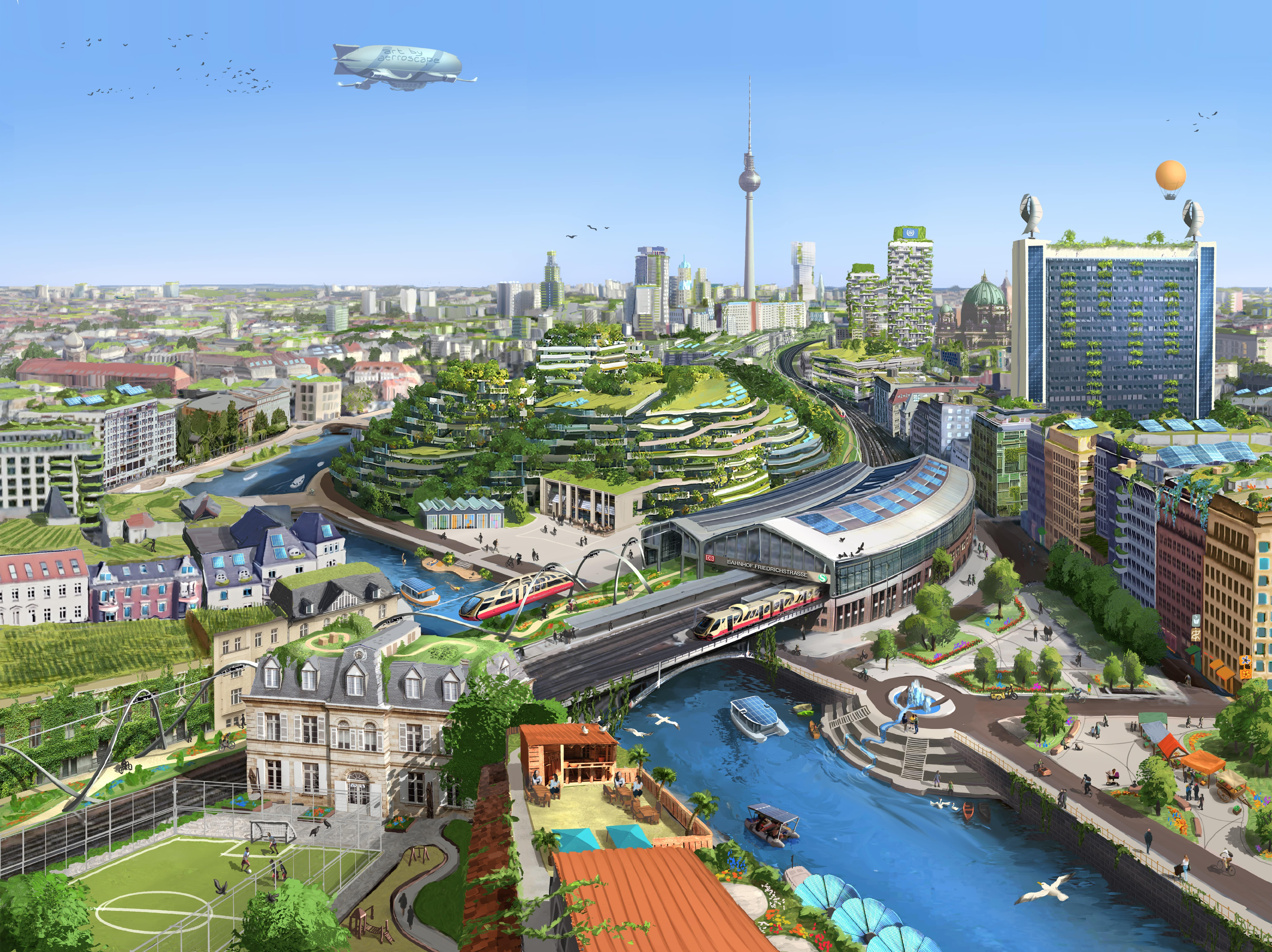
Grafische Vision eines futuristischen, nachhaltigen Berlins, zentral der Bahnhof Friedrichstraße

## Film
Auch wenn es bisher noch keine expliziten Solarpunk-Filme gibt, gibt es doch einige Werke, die viele der zuvor genannten Werte und Kriterien transportieren.
Das Animationsstudio Ghibli wird im Solarpunkmanifest explizit erwähnt und hatte mit Filmen wie Prinzessin Mononoke und Nausicaä aus dem Tal der Winde sowohl ästhetisch als auch inhaltlich starken Einfluss auf das Solarpunk-Genre. Auch der Film Black Panther kann in diesem Zusammenhang genannt werden: In Wakanda werden die futuristischen Technologien von emissionsfreien Energiequellen gespeist. Dokumentationen, die Solarpunk Lösungen, Ästhetiken und Werte vermitteln sind „2040 – wir retten die Welt“, „Unsere große kleine Farm“ oder „Tomorrow – Die Welt ist voller Lösungen“. Der Künstler Jan Kamensky zeigt in kurzen Videoclips „Visual Utopia“ die Transformation heutiger Straßenzüge zu nachhaltigen und grünen Plätzen.
Strange World wird für seine Kritik an Extraktivismus und der Abhängigkeit von fossilen Energieträgern genannt.